# باشگاه فوتبال فجر سپاسی
باشگاه فجر سپاسی یک باشگاه فوتبال در شهر شیراز، است که هم‌اکنون در لیگ برتر خلیج فارس به رقابت می‌پردازد. واژه فجر نیز از لشکر ۱۹ فجر گرفته شده است. هم‌اکنون سپاه فجر فارس مالکیت این باشگاه را در اختیار دارد. از مهم‌ترین افتخارات باشگاه فجر شهید سپاسی شیراز می‌توان به ۱ قهرمانی و ۲ نایب قهرمانی در جام حذفی ایران اشاره کرد.

## تاریخچه
در سال ۱۳۶۷ گروهی از جوانان شیرازی با همیاری جعفر جعفری باشگاه فوتبالی را در شهر شیراز به نام بهزاد بنیان نهادند. بعدها، پس از پایان جنگ ایران و عراق و شهید شدن عبدالمجید سپاسی بازیکن تیم بهزاد ، به افتخار وی، این باشگاه نامش را به فجر شهید سپاسی تغییر داد. نخستین مربی این تیم، خلیل صالحی بازیکن پیشین تیم فوتبال برق بود. این باشگاه در اوایل فعالیت خود زیر سایه تیم‌های قدرتمند چون برق، کما و مرصاد بود بنابراین توانایی رقابت با این تیم‌ها را نداشت.
آنها در لیگ دسته دو محلی شیراز شروع به بازی کردند. پس از پایان جنگ ایران و عراق و کشته شدن عبدالمجید سپاسی در این جنگ، به احترام و افتخار وی، این باشگاه نامش را به فجر شهید سپاسی تغییر داد. در ابتدای دهه ۱۳۷۰ سپاه پاسداران این باشگاه را خرید و تحت ادارهٔ خود گرفت. این باشگاه در سال ۱۳۷۴ قهرمان فارس شد و به مسابقات مناطق راه یافت. فجر از مسابقات منطقه‌ای به لیگ دو رسید و از آنجا هم جواز صعود به جام آزادگان که بالاترین سطح لیگ فوتبال ایران در آن زمان بود را نیز کسب کرد.
فجر سپاسی در سه دورهٔ متوالی مسابقات جام حذفی فوتبال ایران با مربیگری غلامحسین پیروانی موفق به حضور در فینال شد. این تیم در فصل ۸۰–۱۳۷۹ قهرمان این جام و در فصل‌های ۸۲–۱۳۸۱ و ۸۱–۱۳۸۰ نایب قهرمان این جام شد. این باشگاه در سال ۱۳۸۷ به مقاومت سپاسی تغییر نام داد اما مجدداً در سال ۱۳۹۰ نام باشگاه به همان نام سابق فجر سپاسی بازگشت.

### لیگ برتر
بهترین مقامی که این تیم در لیگ برتر کسب کرد چهارم جدول بود که در دومین دوره رقم خورد و فجری‌ها در کشور مطرح شدند و به کارخانه بازیکن ساز شهرت یافتند و ورزشگاه حافظیه قتلگاه تیم‌های بزرگ کشور شد. زرد پوشان شیرازی در پایان نهمین دوره لیگ برتر برای نخستین بار سقوط کردند اما این پایان کار نبود زیرا این تیم پس از یک سال دوری دوباره به لیگ برتر بازگشت و تا دوره سیزدهم هم حضور داشت.
پس از آن دوباره سقوط کرد و پس از ۸ سال دوباره به لیگ برتر خلیج فارس بازگشت و علی اصغر کلانتری برای بار دوم نیز تیم را به لیگ برتر بازگرداند.
کمتر مربی می‌تواند تیمی را دو بار به لیگ برتر بیاورد و این شاهکاری در نوع خود است.
علی اصغر کلانتری با بار فنی ضعیف خود تا نیم فصل دوم این تیم را تبدیل به تیم پایین جدولی و مدعی سقوط کرد.
تیم فجر سپاسی سرانجام بعد از تعویض سه سرمربی در لیگ بیست و یکم لیگ برتر دوباره به لیگ دسته یک بازگشت.

### لیگ آزادگان
در رقابت‌های فوتبال لیگ دسته اول باشگاه‌های کشور جام آزادگان، ۱۸ تیم شرکت دارند که پس از انجام ۳۴ بازی تیم‌های اول و دوم جدول جواز صعود به لیگ برتر دوره بیست و یکم را کسب خواهند کرد.

## مالکیت
این باشگاه از زیرمجموعه‌های سپاه پاسداران انقلاب اسلامی است و از تیم‌هایی است که می‌تواند بازیکنان سرباز را نیز جذب کند.

## ورزشگاه
بازی‌های خانگی فجرسپاسی در شیراز برگزار می‌شود. ورزشگاه‌های باشگاه نیز ورزشگاه حافظیه، ورزشگاه دستغیب و ورزشگاه پارس هستند و مدتی نیز ورزشگاه سعادت شهر به عنوان ورزشگاه خانگی این تیم بوده است.

## شهرآورد
با آغاز دوران فوتبال حرفه ای، تیم‌های برق و فجر نماینده فارس در بالاترین سطح فوتبال کشور بودند، برقی‌ها تا لیگ برتر دوره هشتم مقاومت کردند و این پایانی بود برای تیم نارنجی پوش محبوب شیرازی‌ها و واگذاری این تیم از سوی شرکت برق منطقه ای فارس از قبل نوشته شده بود. برقی‌ها که به تیم کاکوهای شیرازی شهرت داشتند چند صباحی هم در لیگ دسته یک حضور یافتند اما با یک تصمیم که غیر کارشناسی و عجولانه ارزیابی شد، این تیم ۷۵ ساله را به بخش خصوصی واگذار و زمینه فروپاشی آن را فراهم کردند طوری که این تیم در دسته سوم هم دیگر حضور ندارد ضمن اینکه هر دو تیم در جام حذفی کشور قهرمان ایران شدند و در لیگ قهرمانان آسیا هم حضور یافتند.
برق شیراز
باشگاه فوتبال قشقایی
| سطح                   | میزبان       | نتیجه | میهمان       | تاریخ              | منبع   |
| --------------------- | ------------ | ----- | ------------ | ------------------ | ------ |
| لیگ آزادگان ۱۴۰۰–۱۳۹۹ | فجر سپاسی    | ۱–۰   | قشقایی شیراز | (۲۴ اردیبهشت ۱۴۰۰) | [ ۱۴ ] |
| لیگ آزادگان ۱۴۰۰–۱۳۹۹ | قشقایی شیراز | ۲–۲   | فجر سپاسی    | (۸ دی ۱۳۹۹)        | [ ۱۵ ] |
| لیگ آزادگان ۹۹–۱۳۹۸   | قشقایی شیراز | ۰–۲   | فجر سپاسی    | (۲۴ شهریور ۱۳۹۸)   | [ ۱۶ ] |
| لیگ آزادگان ۹۹–۱۳۹۸   | قشقایی شیراز | ۰–۰   | فجر سپاسی    | (۲۳ بهمن ۱۳۹۸)     |        |
| لیگ آزادگان ۹۸–۱۳۹۷   | فجر سپاسی    | ۰–۱   | قشقایی شیراز | (۲۳ بهمن ۱۳۹۷)     | [ ۱۷ ] |

## افتخارات
بهترین مقام این تیم در لیگ ایران در فصل ۷۹–۱۳۷۸ به دست آمد که این تیم در رده سوم آن دوره از لیگ قرار گرفت. این تیم سه دورهٔ متوالی به فینال جام حذفی فوتبال ایران رسید و یک بار در سال ۱۳۸۰ با قهرمانی در جام حذفی در مسابقات جام برندگان جام آسیا حضور پیدا کرد که البته در آن مسابقات با قبول شکست در ضربات پنالتی از تیم السد قطر از دور رقابت‌ها حذف گردید.
این تیم در فصل ۹۶–۱۳۹۵ به عنوان تیم منتخب نظامیان ایران در جام جهانی نظامیان شرکت نمود و تنها امتیاز خود را برابر آلمان با تساوی بدون گل به‌دست‌آورد و درمرحله گروهی حذف گردید.
- لیگ دسته یک
  - قهرمانی (۲): ۱۴۰۰–۱۳۹۹، ۰۴–۱۴۰۳
- جام حذفی
  - قهرمانی (۱): ۸۰–۱۳۷۹
  - نایب قهرمانی (۲): ۸۲–۱۳۸۱، ۸۱–۱۳۸۰
- لیگ دسته دو
  - قهرمانی (۱): ۱۳۷۶–۱۳۷۵

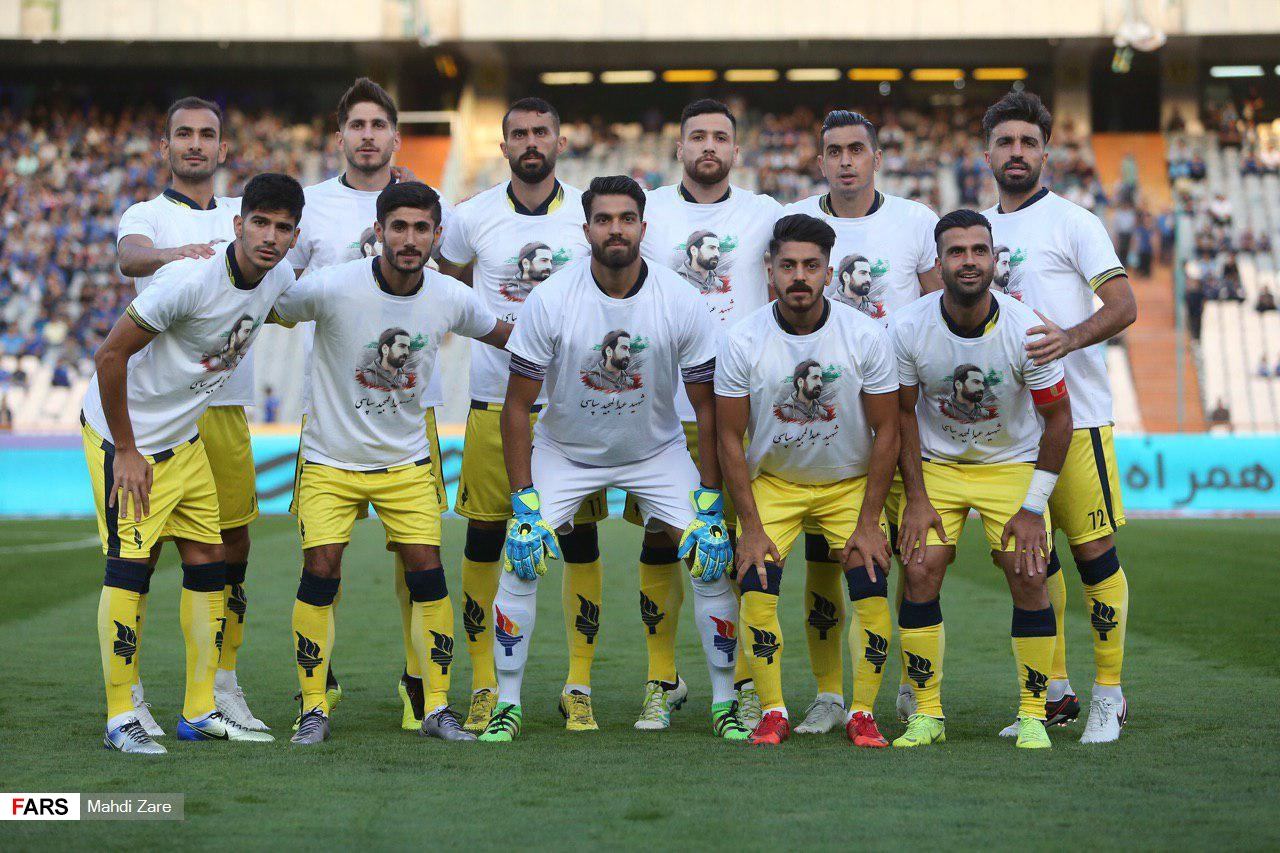
فجرسپاسی در یک هشتم نهایی جام حذفی ۲۰۱۹
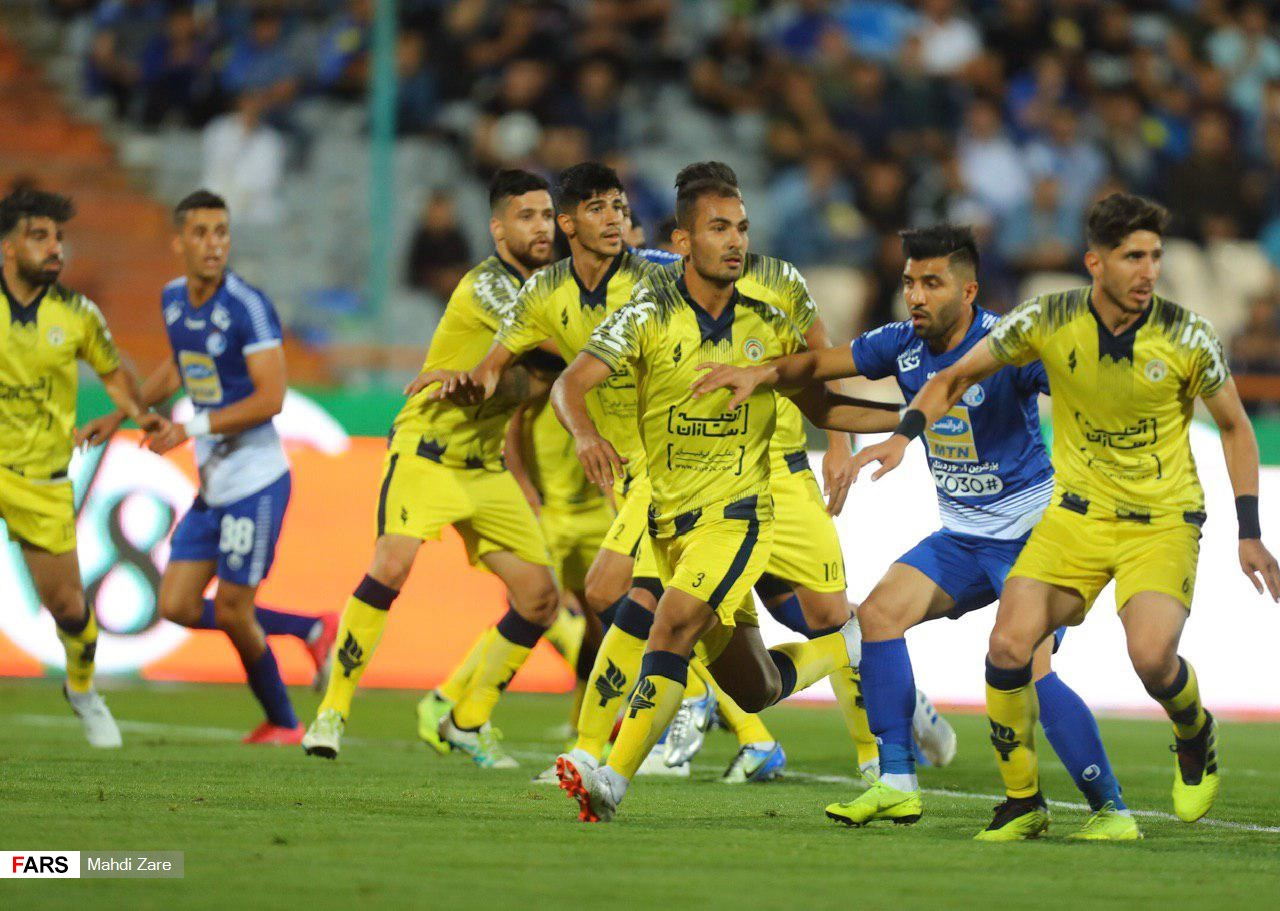
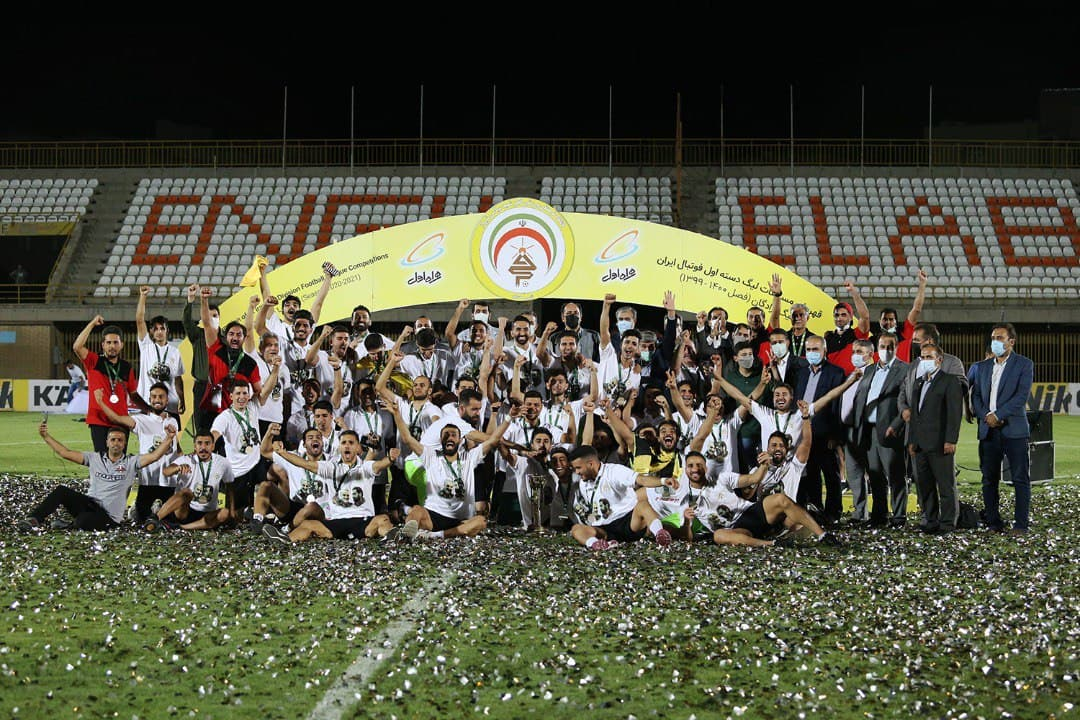
صعود به لیگ برتر و قهرمانی لیگ آزادگان ( سال ۱۴۰۰)

## هواداران
عامل هویت تیمی بیشترین و تعامل اجتماعی کمترین اثر گذاری را بر حمایت تماشاگران هواداران تیم فوتبال فجر شهید سپاسی دارد.
عوامل انگیزشی شامل هویت تیمی، سرگرمی، غرور اجتماعی، تمایل اجتماعی و درک بیرونی به خوبی قدرت پیش‌بینی حضور و حمایت هواداران تیم فوتبال باشگاه فجر شهید سپاسی را دارد. عوامل انگیزشی تعامل اجتماعی، سرگرمی، غرور اجتماعی، درک بیرونی و هویت تیمی منجر به حضور و حمایت هواداران باشگاه از تیم فوتبال فجر شهید سپاسی می‌گردد.

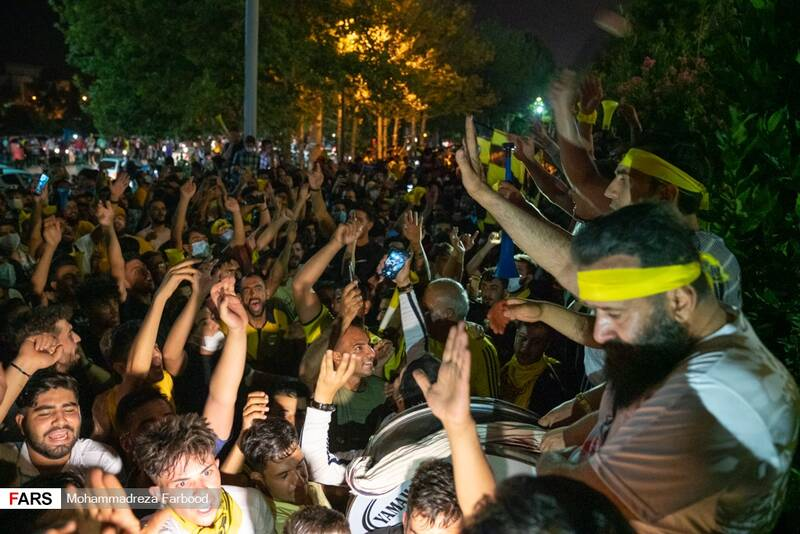
پس قهرمانی لیگ آزادگان و صعود به لیگ برتر
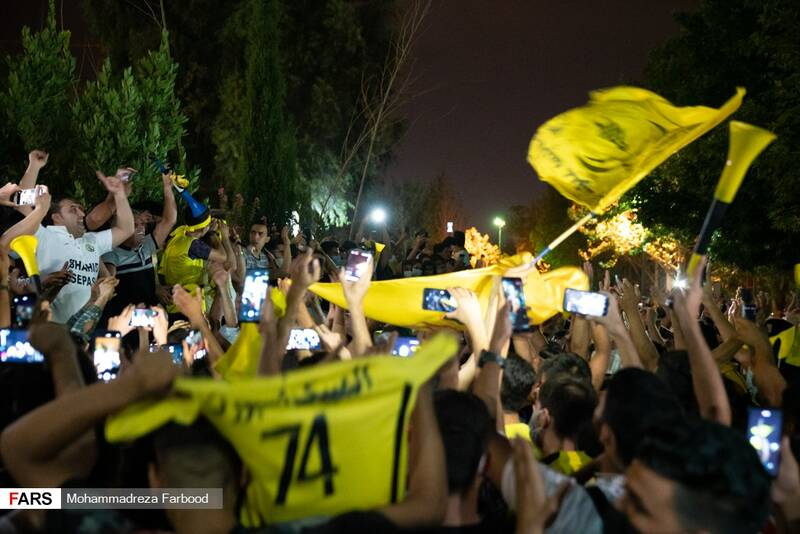

## فصل به فصل
جدول زیر نتایج حاصل شده توسط باشگاه فجر شهید سپاسی شیراز از سال ۱۳۷۵ می‌باشد.
| فصل       | لیگ                | لیگ     | لیگ  | لیگ | لیگ   | لیگ  | لیگ | لیگ   | لیگ    | لیگ             | جام حذفی    | سرمربی                                                   | توضیحات                                                                                                  |
| فصل       | دسته               | سطح لیگ | بازی | برد | مساوی | باخت | زده | خورده | امتیاز | جایگاه          | جام حذفی    | سرمربی                                                   | توضیحات                                                                                                  |
| --------- | ------------------ | ------- | ---- | --- | ----- | ---- | --- | ----- | ------ | --------------- | ----------- | -------------------------------------------------------- | --- |
| ۱۳۷۵      | دسته ۲             | دوم     |      |     |       |      |     |       |        | اول             |             | منصور پورحیدری                                           | صعود |
| ۱۳۷۶      | جام آزادگان        | اول     | ۲۸   | ۱۰  | ۱۰    | ۸    | ۳۷  | ۲۷    | ۴۰     | چهارم           |             | منصور پورحیدری                                           | |
| ۱۳۷۷–۷۸   | جام آزادگان        | اول     | ۳۰   | ۸   | ۱۰    | ۱۲   | ۲۷  | ۳۱    | ۳۴     | دهم             |             | محمود یاوری                                              | |
| ۱۳۷۸–۷۹   | جام آزادگان        | اول     | ۲۶   | ۱۱  | ۱۱    | ۴    | ۳۷  | ۱۸    | ۴۴     | سوم             |             | محمود یاوری                                              | |
| ۱۳۷۹–۸۰   | جام آزادگان        | اول     | ۲۲   | ۵   | ۹     | ۸    | ۲۰  | ۲۵    | ۲۴     | نهم             | قهرمان      | غلامحسین پیروانی                                         | |
| ۱۳۸۰–۸۱   | لیگ برتر خلیج فارس | اول     | ۲۶   | ۶   | ۹     | ۱۱   | ۱۵  | ۲۰    | ۲۷     | دهم             | نائب قهرمان | غلامحسین پیروانی                                         | |
| ۱۳۸۱–۸۲   | لیگ برتر خلیج فارس | اول     | ۲۶   | ۱۱  | ۹     | ۴    | ۲۸  | ۲۱    | ۴۲     | چهارم           | نائب قهرمان | غلامحسین پیروانی                                         | |
| ۱۳۸۲–۸۳   | لیگ برتر خلیج فارس | اول     | ۲۶   | ۶   | ۱۱    | ۹    | ۲۷  | ۳۵    | ۲۹     | یازدهم          |             | غلامحسین پیروانی                                         | |
| ۸۴–۱۳۸۳   | لیگ برتر خلیج فارس | اول     | ۳۰   | ۹   | ۸     | ۱۳   | ۲۴  | ۳۲    | ۳۵     | یازدهم          |             | غلامحسین پیروانی                                         | |
| ۸۵–۱۳۸۴   | لیگ برتر خلیج فارس | اول     | ۳۰   | ۸   | ۱۲    | ۱۰   | ۲۷  | ۳۳    | ۳۶     | نهم             |             | غلامحسین پیروانی                                         | |
| ۸۶–۱۳۸۵   | لیگ برتر خلیج فارس | اول     | ۳۰   | ۷   | ۱۳    | ۱۰   | ۲۹  | ۳۲    | ۳۴     | دهم             | ۱/۱۶ پایانی | غلامحسین پیروانی                                         | |
| ۸۷–۱۳۸۶   | لیگ برتر خلیج فارس | اول     | ۳۴   | ۹   | ۱۵    | ۱۰   | ۳۷  | ۴۱    | ۴۲     | چهاردهم         | ۱/۸ پایانی  | غلامحسین پیروانی                                         | |
| ۸۸–۱۳۸۷   | لیگ برتر خلیج فارس | اول     | ۳۴   | ۱۱  | ۱۱    | ۱۲   | ۳۳  | ۳۷    | ۴۴     | نهم             | ۱/۱۶ پایانی | غلامحسین پیروانی                                         | |
| ۸۹–۱۳۸۸   | لیگ برتر خلیج فارس | اول     | ۳۴   | ۸   | ۱۳    | ۱۳   | ۳۴  | ۴۵    | ۳۷     | شانزدهم         | ۱/۱۶ پایانی | داوود مهابادی / محمد احمدزاده                            | سقوط |
| ۹۰–۱۳۸۹   | لیگ آزادگان        | دوم     | ۲۸   | ۱۴  | ۵     | ۹    | ۳۰  | ۱۸    | ۴۷     | سوم             | ۱/۱۶ پایانی | علی اصغر کلانتری                                         | صعود |
| ۹۱–۱۳۹۰   | لیگ برتر خلیج فارس | اول     | ۳۴   | ۱۰  | ۱۱    | ۱۳   | ۳۱  | ۳۸    | ۴۱     | سیزدهم          | ۱/۸ پایانی  | علی اصغر کلانتری / محمود یاوری                           | |
| ۹۲–۱۳۹۱   | لیگ برتر خلیج فارس | اول     | ۳۴   | ۱۰  | ۱۲    | ۱۲   | ۴۲  | ۳۸    | ۴۲     | دوازدهم         | ۱/۴ پایانی  | محمود یاوری                                              | |
| ۹۳–۱۳۹۲   | لیگ برتر خلیج فارس | اول     | ۳۰   | ۶   | ۱۱    | ۱۳   | ۲۰  | ۳۴    | ۲۹     | چهاردهم         | ۱/۱۶ پایانی | غلامحسین پیروانی / محمود یاوری                           | سقوط |
| ۹۴–۱۳۹۳   | لیگ آزادگان        | دوم     | ۲۲   | ۷   | ۹     | ۶    | ۲۲  | ۱۷    | ۳۰     | گروه اول - پنجم | ۱/۱۶ پایانی | علی اصغر کلانتری                                         | |
| ۹۵–۱۳۹۴   | لیگ آزادگان        | دوم     | ۳۸   | ۱۶  | ۱۲    | ۱۰   | ۳۹  | ۲۸    | ۶۰     | چهارم           | شرکت نکرد   | علی اصغر کلانتری                                         | |
| ۹۶–۱۳۹۵   | لیگ آزادگان        | دوم     | ۳۴   | ۸   | ۱۲    | ۱۴   | ۳۲  | ۳۸    | ۳۶     | چهاردهم         | ۱/۳۲ پایانی | ؟ / غلامحسین پیروانی                                     | |
| ۹۷–۱۳۹۶   | لیگ آزادگان        | دوم     | ۳۴   | ۱۸  | ۷     | ۹    | ۴۹  | ۲۵    | ۶۱     | چهارم           | ۱/۸ پایانی  | علی اصغر کلانتری                                         | |
| ۹۸–۱۳۹۷   | لیگ آزادگان        | دوم     | ۳۰   | ۹   | ۱۱    | ۱۰   | ۲۶  | ۲۴    | ۳۸     | نهم             | ۱/۳۲ پایانی | مجید صالح / اسماعیل زارع /؟                              | |
| ۹۹–۱۳۹۸   | لیگ آزادگان        | دوم     | ۳۴   | ۱۱  | ۱۲    | ۱۱   | ۳۴  | ۳۲    | ۴۵     | دهم             | ۱/۸ پایانی  | داوود مهابادی                                            | |
| ۱۴۰۰–۱۳۹۹ | لیگ آزادگان        | دوم     | ۳۴   | ۱۶  | ۱۲    | ۶    | ۴۱  | ۲۱    | ۶۰     | اول             | شرکت نکرد   | علی اصغر کلانتری                                         | صعود |
| ۰۱–۱۴۰۰   | لیگ برتر خلیج فارس | اول     | ۳۰   | ۲   | ۱۱    | ۱۷   | ۱۰  | ۲۹    | ۱۷     | شانزدهم         | ۱/۱۶ پایانی | علی اصغر کلانتری / مهرزاد معدنچی (موقت) / مجتبی سرآسیایی | سقوط |
| ۰۲–۱۴۰۱   | لیگ آزادگان        | دوم     | ۳۲   | ۱۴  | ۱۱    | ۷    | ۴۰  | ۲۵    | ۵۳     | چهارم           |             | مهدی رجب‌زاده                                             | |
| ۰۳–۱۴۰۲   | لیگ آزادگان        | دوم     | ۳۴   | ۲۲  | ۷     | ۵    | ۵۰  | ۱۷    | ۷۳     | سوم             |             | مهدی رجب‌زاده                                             | علی رغم تفاضل بیشتر؛ به علت قانون بازی رو در رو نسبت به تیم چادرملو اردکان که دوم بود، از صعود باز ماند. |
| ۰۴–۱۴۰۳   | لیگ آزادگان        | دوم     | ۳۲   | ۱۸  | ۹     | ۵    | ۳۵  | ۱۶    | ۶۳     | اول             |             | پیروز قربانی                                             | صعود |
| ۰۵–۱۴۰۴   | لیگ برتر خلیج فارس | اول     |      |     |       |      |     |       |        |                 |             |                                                          | |

## حضور در آسیا
این تیم در اولین حضور خود در آسیا به مصاف السدقطر رفت.
| فصل     | تورنمنت         | نتیجه     | بازی | برد | مساوی | باخت | زده | خورده |
| ------- | --------------- | --------- | ---- | --- | ----- | ---- | --- | ----- |
| ۲۰۰۱–۰۲ | جام برندگان جام | مرحله اول | ۲    | ۰   | ۲     | ۰    | ۲   | ۲     |

## بازیکنان

### بازیکنان کنونی
فهرست زیر بازیکنان کنونی فجر سپاسی را نشان می‌دهد.
| شماره |       | نقش       | بازیکن                 |
| ----- | ----- | --------- | ---------------------- |
| ۱     | ایران | دروازه‌بان | علی غلامزاده           |
| ۳     | ایران | هافبک     | علی نجفی               |
| ۴     | ایران | مدافع     | ساسان جعفری            |
| ۵     | ایران | مدافع     | سینا شاه‌عباسی          |
| ۷     | ایران | مهاجم     | سعید زارع              |
| ۹     | ایران | مهاجم     | یوسف کی‌شمس             |
| ۱۱    | ایران | مدافع     | میثم مرادی             |
| ۱۴    | ایران | مدافع     | رضا امانی‌نژاد          |
| ۱۵    | ایران | مدافع     | محمدرضا یوسفی          |
| ۱۷    | ایران | مهاجم     | حسین شهابی             |
| ۱۹    | ایران | هافبک     | یادگار رستمی           |
| ۲۰    | ایران | مهاجم     | محمدحسین گلپور         |
| ۲۱    | ایران | مدافع     | محمد آژیر              |
| ۲۳    | ایران | مهاجم     | فرشاد فیروز            |
| ۲۶    | ایران | مهاجم     | محمدرضا نژادشاهرخ‌آبادی |
| ۲۷    | ایران | مدافع     | رضا میراحمدی           |
| ۳۰    | ایران | مدافع     | امیر طاهر              |

| شماره |       | نقش       | بازیکن         |
| ----- | ----- | --------- | -------------- |
| ۶۶    | ایران | هافبک     | نیما فریدونی   |
| ۷۰    | ایران | هافبک     | علی‌اکبر دوانی  |
|       | ایران | هافبک     | حسین نخودکار   |
|       | ایران | مهاجم     | ارسلان مطهری   |
|       | ایران | هافبک     | محمود مطلق‌زاده |
|       | ایران | مدافع     | ارشیا وثوقی‌فرد |
|       | ایران | دروازه‌بان | علیرضا رضایی   |
|       | ایران | مدافع     | مهران موسوی    |
|       | ایران | هافبک     | مجتبی حق‌دوست   |
|       | ایران | هافبک     | فرشید اسماعیلی |
|       | ایران | مهاجم     | شروین بزرگ     |
|       | ایران | مهاجم     | مهدی رضایی     |
|       | ایران | دروازه‌بان | علیرضا مکرم    |
|       | ایران | مدافع     | سینا نوروزی    |
|       | ایران | هافبک     | مسعود ریگی     |
|       | ایران | مدافع     | ارشیا سرشوق    |

### بازیکنان سرشناس
- هاشم بیک زاده
- سیاوش اکبرپور
- محمد ایران‌پوریان
- هاشم بیک‌زاده
- مهرزاد معدنچی

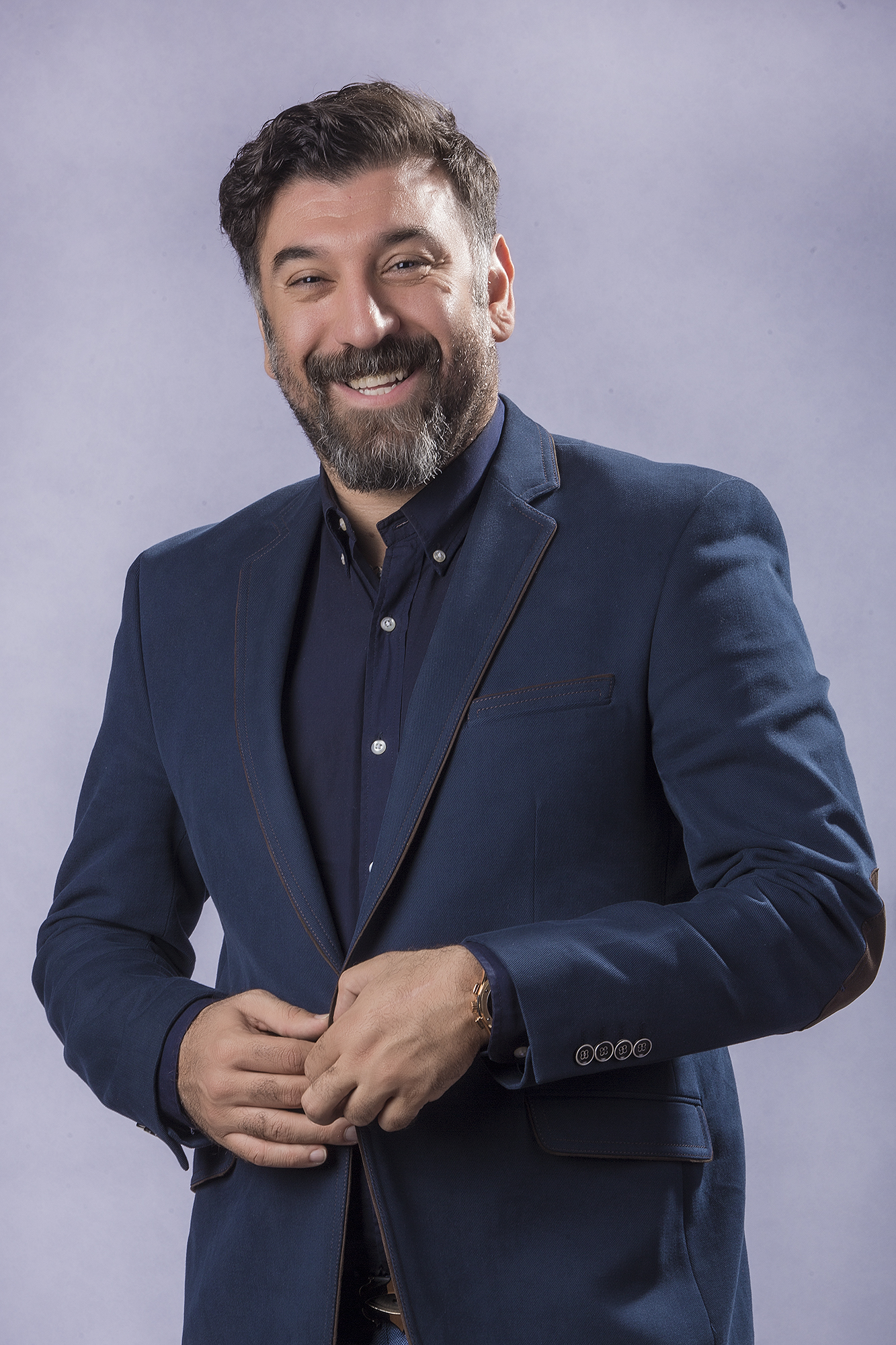
علی انصاریان
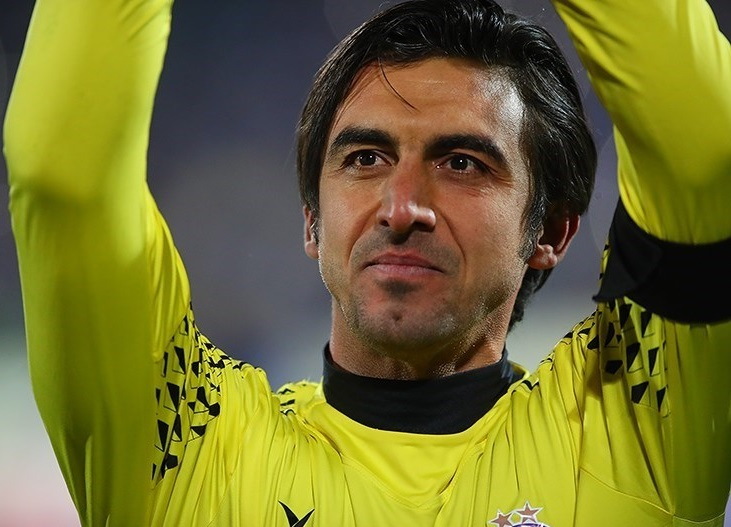
سید مهدی رحمتی

- مهدی رجب زاده
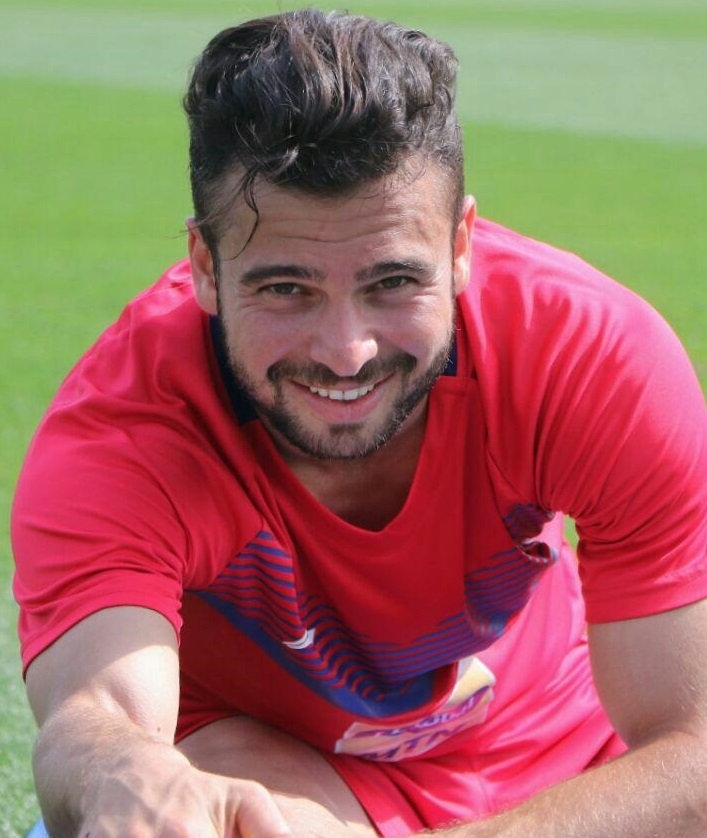
سروش رفیعی
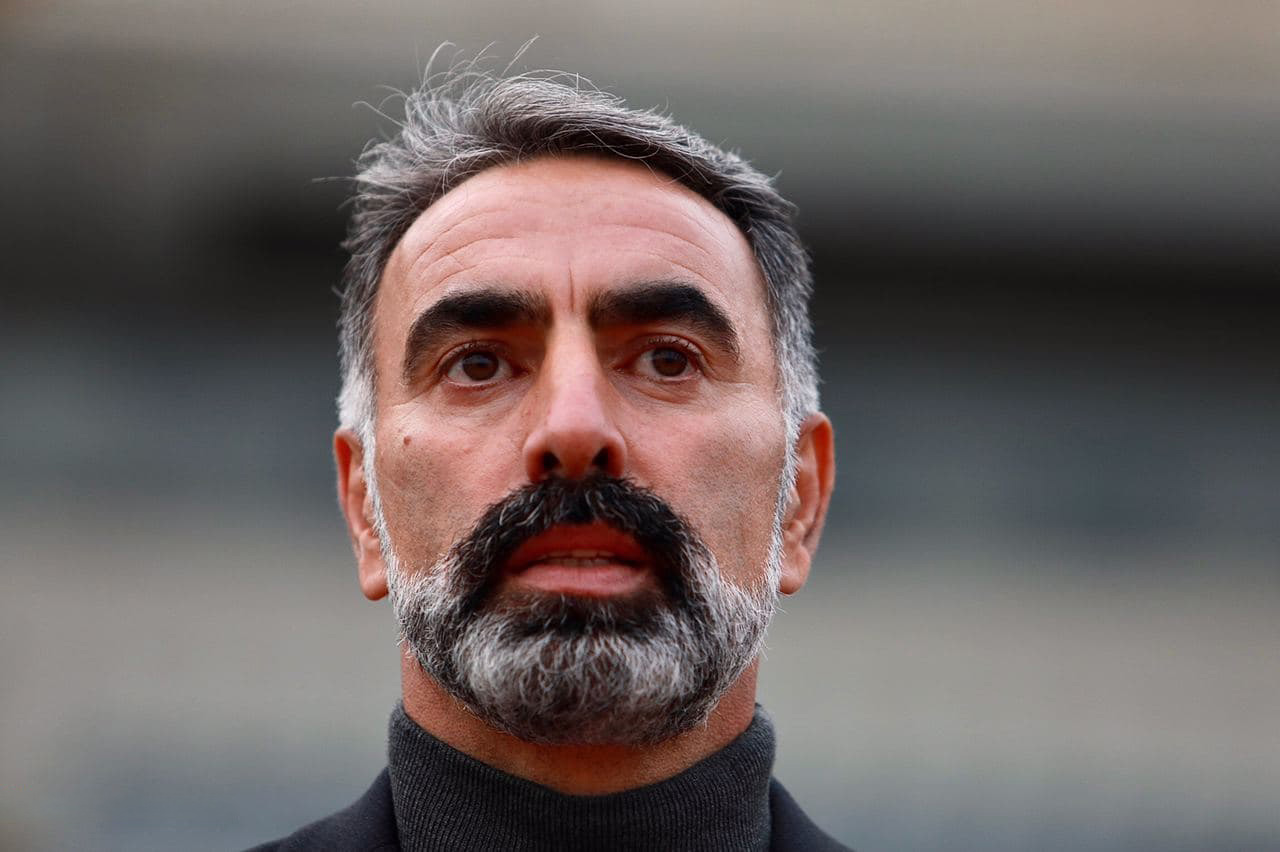
محمود فکری

- علی انصاریان
- سید مهدی رحمتی
- سروش رفیعی
- محمود فکری